# Ніколаєвка (Старошайговський район)
Нікола́євка (рос. Николаевка, ерз. Николаевка) — село у складі Старошайговського району Мордовії, Росія. Входить до складу Лемдяйського сільського поселення.
Населення — 85 осіб (2010; 97 у 2002).
Національний склад (станом на 2002 рік):
- росіяни — 84 %